# فيرناندو بيريس
فيرناندو بيريس (بالبرتغالية: Fernando Peres da Silva‏) (مواليد 8 يناير 1943) هو لاعب كرة قدم. يلعب مع منتخب البرتغال لكرة القدم. سبق له أن لعب في كأس العالم لكرة القدم مع منتخب بلاده.

## روابط خارجية
- فيرناندو بيريس على موقع الاتحاد الدولي (مؤرشف)  (الإنجليزية)
- فيرناندو بيريس على موقع الاتحاد الأوربي (الإنجليزية)
- فيرناندو بيريس على موقع قاعدة بيانات كرة القدم.إي يو (الإنجليزية)
- فيرناندو بيريس على موقع ناشيونال فوتبول تيمز (الإنجليزية)
- فيرناندو بيريس على موقع عالم كرة القدم.نت (الإنجليزية)